# De toverdrank (Jerom)
De toverdrank is een  stripverhaal uit de reeks van Jerom.

## Locaties
Dit verhaal speelt zich af op de volgende locaties: het kasteel van Morotari in Noorwegen, een snek en een hal/burcht.

## Personages
In dit verhaal spelen de volgende personages mee: Jerom, president Arthur, tante Sidonia, Odilon, professor Graber (oudheidkundige) en zijn vrouw Adalaïde en baby Cesar, Vikingen, elfjes en een tovenaar.

## Het verhaal
President Arthur ontvangt professor Graber, die zijn vrouw en baby heeft meegenomen, in het kasteel van Morotari. De baby blijkt enorm sterk te zijn en de professor vertelt over zijn reis naar Noorwegen. Hij vond een snek, een wrak van een Vikingschip, en groef het op. Hij vond veel waardevolle voorwerpen en daarna werd de baby enorm sterk. Professor Barabas zet alle gegevens op een steekkaart en voert deze in een elektronisch brein in. Al snel komt het antwoord; Cesar heeft een toverdrank gedronken en is een berserk geworden. Het brouwsel moet in een drinkhoorn hebben gezeten en alleen een tegengif kan Cesar redden. Alleen de tovenaars van de Vikingen kennen dit tegengif. Cesar komt dan binnen met de teletijdmachine in handen en professor Barabas legt aan professor Graber uit wat deze machine kan. Dan besluit hij Jerom naar de Vikingtijd terug te sturen om het tegengif te zoeken. President Arthur is akkoord en Jerom en Odilon reizen naar Noorwegen en zien fjorden, bossen en meren.
Jerom verslaat een reusachtige beer en enkele Vikingen zien dit. Jerom vraagt waar de berserks zijn en hij wordt naar een spookschip verwezen. Jerom en Odilon zien een van de berserks van boord komen en deze man hakt zonder moeite meerdere bomen om. Odilon kan hem overmeesteren met een slaapgaspistool, maar verdoofd Jerom ook per ongeluk. Dan komt er een elfje en zij wil een bloem vanonder een rotsblok in ruil voor hulp. Odilon gebruikt een hefboom om de bloem te pakken en het elfje vertelt dat de tovenaar achter de berg in een hal woont. Jerom en Odilon bezoeken de tovenaar en hij geeft hen eten en wat te drinken. Het blijkt een slaapdrank te zijn en de tovenaar sleept de slapende Jerom en Odilon in een wolvenkuil. De wolven willen aanvallen, maar Odilon en Jerom worden net op tijd wakker en kunnen de dieren verslaan. Als ze terugkomen in de hal, blijkt de tovenaar al gevlucht te zijn. Jerom slaat de deur boos dicht, waarna de hal instort.
Jerom en Odilon vinden de snek in een fjord en Jerom besluit een dam te bouwen, zodat de snek in de baai gevangen kan worden. Het elfje vliegt naar de snek, maar een Viking gooit zijn bijl naar haar. Het elfje komt vast te zitten aan een boom en Odilon bevrijdt haar. Ze biedt hulp aan en Odilon vraagt dan om een elfenkleedje en hij vermomt zich. Odilon gaat op een vis staan en het lijkt net of hij over het water zweeft. De Viking aan boord wil het elfje neerschieten en ziet niet dat Jerom een berg in de baai wil gooien. De Viking mist zijn doel en denkt dat de berg door zijn pijl in het water is gevallen. De Viking springt in het water en achtervolgt Odilon en deze komt in het nauw. Jerom schept het meer leeg en als de Viking zijn bijl werpt, denkt hij dat hij een lek heeft veroorzaakt. Odilon kan dankzij de vis ontsnappen en hij komt bij Jerom, die zich als beer wil vermommen. Odilon moet een gat in de romp van het schip maken en de toverdrank zoeken.
Jerom klimt aan boord en de Vikingen willen de beer opeten en de huid gebruiken als wintermantel. Er ontstaat een hevig gevecht en inmiddels is het Odilon gelukt om in het schip binnen te komen. Hij ziet dat er een slapende Viking is achtergebleven en hij vindt het tegengif in een kistje. De achtergebleven Viking wordt wakker, maar raakt bewusteloos door een andere Viking die door Jerom op hem wordt gegooid. Odilon schrijft de formule over en kruipt weer uit het schip, maar krijgt dan zelf een Viking op zijn hoofd die door Jerom is weggeslagen. Dan vangen de Vikingen de beer met een touw en hijsen hem omhoog, maar Jerom weet toch te ontsnappen. Jerom neemt de bewusteloze Odilon mee en ze raken opnieuw in een gevecht met de Vikingen. Vlak voor een zwaar rotsblok op Jerom en Odilon valt, worden ze weggeflitst. Professor Barabas maakt het tegengif klaar en al snel is de baby genezen.